# 이치단트~R
《이치단트~R》(Puzzle & Action Ichidant-R, 일본어: イチダントア～ル)은 1994년 세가에서 발매한 퍼즐모음 게임이다.

## 게임 설정
주인공인 기사 2명이 마왕이 납치한 공주를 구하기 위해 출동하는 스토리로써 마왕의 부하들과 만나 퍼즐을 풀거나 맞추는 설정이다. 1게임에 4스테이지로 스테이지 수 만큼 부하의 수도 같다. 스테이지가 끝나면 중간에 보너스가 있고,모든 스테이지가 끝나면 마왕과 싸우는 마지막 게임까지 있다. 물론 점수는 이 게임에 해당은 없다.

## 미니 게임
미니 게임은 총 20가지가 있으며 보너스 게임과 마왕과 싸우는 게임까지 있다. 하트를 선택한 경우 하트가 자신의 것이 되어 라이프가 추가된 후 임의로 게임이 선택된다. 이전작인 탄트알은 한방게임이 있는 반면에 여기서는 한방게임이 없으며 전부 여러번을 성공시켜야 클리어하는 게임만 있다. (스테이지1에는 3번,2~4 전반에는 5번,4 후반에는 7번이다.) 부하 1명당 4개의 게임으로 진행한다. 2인 대결에서는 더 많이 성공한 쪽이 다음 게임을 선택할 수 있다.
- 물고기는 몇 마리?

물 속에서 헤엄치는 물고기를 몇 마리인지 맞히는 게임이다.
- 같은 전병 찾기

3~9개 중에 같은 전병 2개를 찾는 게임.
- 원숭이 짝 맞추기

원숭이의 동작을 맞추면 된다. 똑같은 동작을 2개 찾으면 되지만 한개를 잘못 찾으면 라이프가 줄어들므로 주의해야 한다.
- 개구리 탑

노란색의 개구리를 노란 연못에서 3단으로 쌓는 게임. 순서는 큰 개구리 - 중 개구리 - 작은 개구리이며, 큰 개구리가 작은 개구리 위에 올라탈 수 없다.
- 서부시대 총 쏘기

서부시대에서 총을 차례대로 쏘아야 한다. 예전의 탄트알의 동물울음과 유사하다.
- 창문의 미녀 찾기

미녀가 있는 창문을 찾으면 된다. 탄트알의 닌자찾기와 유사하며, 남자를 찾으면 오답 처리된다.
- 기관차

철도를 조작하여 달리는 기관차가 코인을 받는 게임.
- 떡꼬치

3~6개 정도의 떡을 크기 순으로 꽂는 게임.
- 삿갓은 어디에?

삿갓이 들나드는 여러집과 연결되는 첫 번째 집을 찾는 게임. 탄트알의 슬롯머신 맞추기와 유사하다.
- 새와 사과

새가 사과를 전부 받은 뒤 둥지까지가서 아기새에게 사과를 먹이는 게임. 중간에 날다람쥐를 피해야 한다.
- 금 항아리

크레인을 응용해 검은 항아리 속의 금 항아리를 찾아 해당선에 3~5개 정도 넣는 게임.
- UFO 소탕작전

비행물체를 맞추어 격추시키는 게임.
- 워프 미로

미로에서 같은 모양의 워프를 통해 도착지를 찾는 게임.
- 지하철에 있는 사람은 몇명?

지하철에 타고있는 사람 수를 맞히는 게임.
- 야구 타자

4명의 타자 중 가장 많이 치는 타자를 찾는 게임.
- 연필 깎기

레버를 돌려 연필을 깎는 게임.
- 드라이브 브레이크

달려가는 차가 해당 선에 정지시키는 게임.
- 로켓 부품 찾기

로켓에 있는 부품을 찾는 게임. 잘못 선택하면 라이프가 줄어들기 때문에 주의해야 한다. 탄트알의 로봇만들기와 비슷하다.
- 관 찾기

3개의 힌트를 보고 그걸 해당하는 관을 찾는 게임. 탄트알의 색과 도형의 연상 게임과 유사하다.
- 베토벤의 연주

베토벤이 레버와 버튼을 몇번 연주하는 게임.
- 보너스 게임

마왕을 쫓아가며 돈을 받는 게임. 공중에 있는 거품을 피해야 한다.
- 마지막 게임

마왕의 불꽃을 피하면서 마왕이 올라탄 기둥을 파괴해야 한다.

## 시리즈
- 탄트알: 전작의 시리즈로 탐정이 탈주범을 체포하는 스토리.
- 산도알: 세 번째 시리즈로 탐험가가 되어 보물을 찾는 스토리. 처음으로 3D게임을 출시하였다. ST-V 기판을 이용한 폴리곤 연출이 있으며, 보물을 찾아라(Treasure Hunt)라는 이름으로 수출된 게임이다.